# Rzeczyca (powiat średzki)
Rzeczyca – wieś w Polsce położona w województwie dolnośląskim, w powiecie średzkim, w gminie Środa Śląska.

## Podział administracyjny
W latach 1975–1998 miejscowość należała administracyjnie do województwa wrocławskiego.

## Zabytki
- krzyż kamienny z piaskowca nieznanego wieku (być może średniowieczny) i nieznanej przyczyny fundacji[4]